# 薄叶山橙
薄叶山橙（学名：Melodinus tenuicaudatus）为夹竹桃科山橙属的植物，是中国的特有植物。分布在中国大陆的云南、广西等地，生长于海拔750米至1,800米的地区，多生于山地密林中或灌木丛中，目前尚未由人工引种栽培。